# Ratoszyn (gmina)
Ratoszyn (od 1870 Chodel) – dawna gmina wiejska istniejąca do 1870 roku w guberni lubelskiej. Siedzibą władz gminy był Ratoszyn.
Za Królestwa Polskiego gmina Ratoszyn należała do powiatu lubelskiego w guberni lubelskiej. 13 stycznia 1870 do gminy przyłączono pozbawiony praw miejskich Chodel, po czym gminę przemianowano na Chodel.